# Agathia impar
Agathia impar là một loài bướm đêm trong họ Geometridae.